# Gyude Bryant
Charles Gyude Bryant (Monrovia, 17 gennaio 1949 – Monrovia, 16 aprile 2014) è stato un politico liberiano.
È stato Presidente del Governo di transizione nazionale della Liberia, svolgendo il ruolo di capo di Stato, dal 14 ottobre 2003 al 16 gennaio 2006, dopo la seconda guerra civile liberiana. Bryant, prima di accettare l'incarico, era un uomo d'affari, e fu scelto perché era politicamente neutrale e quindi accettabile per ciascuna delle due fazioni precedentemente in guerra. Era un membro di spicco della Chiesa Episcopale di Liberia ed era critico nei confronti dei governi di Samuel Doe (1980-1990) e Taylor (1997-2003).
Ellen Johnson Sirleaf vinse le elezioni del 2005 ed entrò in carica nel gennaio del 2006, succedendo Bryant.
Gyude Bryant morì il 16 aprile 2014 al John F. Kennedy Medical Center di Monrovia.